# Chiodo Arrugginito
Chiodo Arrugginito (Rusty Nail, nella versione originale) è un personaggio cinematografico immaginario, comparso in qualità di antagonista nel film Radio Killer e nel suo sequel Radio Killer 2 - Fine della corsa.

## Personaggio
Chiodo Arrugginito è un camionista, non si conosce il suo vero nome, ma soltanto il suo soprannome da camionista, ovvero Chiodo Arrugginito. Tra il primo film e il secondo spetto si vede una nota differenza fisica, mentre nel primo film Chiodo Arrugginito sembra essere più grasso a differenza del secondo in cui si intravede un uomo alto e di corporatura robusta, questo causato dal fatto che dal primo al secondo film è cambiato l'attore che lo interpreta. In nessuno dei tre film viene mostrata la sua faccia, si possono intravedere i lineamenti del viso, la barba e la bocca nel terzo, in cui porta perennemente gli occhiali da sole e un cappello da Baseball. Nel primo film non sembra essere un vero e proprio sadico che uccide per passione ma viene spinto alla vendetta dopo che due adolescenti si sono presi gioco di lui, mentre nel secondo e terzo sembra provare gusto nel uccidere le persone.

## Storia

### Radio Killer
Nel primo film la sua strada si incrocia con quella dei tre protagonisti, i fratelli Lewis (Paul Walker) e Fuller Thomas (Steve Zahn), e la loro amica Venna Wilcox (Leelee Sobieski).
Lewis e Fuller fanno uno scherzo a Chiodo Arrugginito tramite radio CB, non sapendo che sia uno psicopatico: Lewis si finge una camionista, dal soprannome di Caramellina, e invita Chiodo Arrugginito a raggiungerla nella stanza 17 di un motel in cui sta alloggiando (camera in realtà occupata da un uomo con cui Fuller aveva avuto un diverbio poco prima). Quando il camionista arriva al motel portando una bottiglia di champagne, trova quindi il vero occupante della stanza, con cui ha una violenta colluttazione. Fuller e Lewis, che si trovano nella stanza accanto, la numero 18, si preoccupano nel sentire i rumori che provengono dalla camera, chiedendo al portiere del motel di chiamare per un controllo; tuttavia, l'uomo risponde che è tutto a posto.
La mattina dopo, i sospetti dei fratelli Thomas trovano conferma: l'uomo che occupava la stanza 17 è stato ritrovato ai lati della strada senza la mascella e ora si trova in coma. Chiodo Arrugginito inizia dunque a perseguitare i due ragazzi per vendicarsi dello scherzo subito. Il camionista non si ferma neppure quando i due fratelli raccolgono Venna, amica d'infanzia e innamorata di Lewis, arrivando addirittura a rapire Charlotte Dawson (Jessica Bowman), compagna di stanza di Venna al college. Lo psicopatico inizia quindi a ricattare i tre ragazzi, finendo col rapire anche Venna e invitando i fratelli Thomas a raggiungerlo ad un motel, nella stanza numero 17.
Chiodo Arrugginito si trova però nella camera 18, e dopo aver tentato di uccidere i tre ragazzi, il suo camion si scontra con le pareti del motel, causando apparentemente la morte del folle. In realtà, il corpo sull'automezzo appartiene a Jones, innocente camionista precedentemente incontrato da Fuller e Lewis, e Chiodo Arrugginito fa risentire ancora una volta la sua voce attraverso la radio CB ai protagonisti.

### Radio Killer 2 - Fine della corsa
In questo capitolo conosciamo la casa del serial killer, completa di sotterraneo appositamente attrezzato per le torture.
In questo film i protagonisti sono: Nik (Kyle Schmid), Bobby (Nick Zano), Melissa (Nicki Aycox) e Kayla (Laura Jordan).
I quattro ragazzi si ritrovano in panne in mezzo al deserto. Nelle vicinanze vi è però una casa, completa di auto nel garage; decidono di prenderla in prestito e di lasciare il loro numero di telefono in "pegno", per evitare che il proprietario, al suo ritorno, chiami la polizia.
Sfortunatamente, la casa e la macchina appartengono al camionista Chiodo Arrugginito, che decide di vendicarsi dei ragazzi: per prima cosa rapisce Bobby ad un bar per camionisti, iniziando a ricattare il gruppo; in seguito rapisce anche Nik e provoca la morte di Kayla, tamponandola e mandando la macchina fuori strada. A casa di Chiodo Arrugginito, intanto, inizia un sadico gioco di torture tra Nik e Bobby, nel quale il primo perde la vita.
Intanto, Melissa è riuscita ad arrivare a casa del camionista e, dopo aver stordito lo psicopatico, libera Bobby. L'uomo, però, si riprende prima del previsto, e, mentre la ragazza sta guidando il camion dell'assassino, c'è una lotta tra i due. Melissa riesce a gettarsi fuori dal mezzo prima che questo cada in un burrone, cosa che succede portando con sé il folle.
Nell'ultima scena, però, presumibilmente ambientata qualche tempo dopo, un camion raccoglie una ragazza autostoppista, lasciando intendere che Chiodo Arrugginito sia ancora vivo.

### Radio Killer 3 - La corsa continua
Nel terzo episodio Chiodo Arrugginito si aggira ancora sulla statale 17 a incutere terrore agli ignari automobilisti. Questa volta è il turno di una famosa squadra automobilistica, diretta ad una corsa. Un camionista li avverte: non devono passare per la statale 17, perché è soprannominata strada del massacro, sebbene sia una scorciatoia. Il gruppo la prende lo stesso, pensando siano solo voci ridicole, ma faranno un torto ad un camionista durante il viaggio: Chiodo Arrugginito.